# Абдельмаликов, Гатаулла
Гатаулла Абдельмаликов (имя при рождении Гатаулла Абдулмаликович Алибаев; 1836, деревня Валитово — 1914, там же) — башкирский ишан.

## Биография
Родился в 1836 году в деревне Валитово, входившей на тот момент в Тангауровскую волость Орского уезда Оренбургской губернии. Учился в мектебе, расположенном в родной деревне. Затем продолжил образование в Стамбуле. После возвращения на родину открыл медресе, в котором преподавался учение братства Накшбандия. Был обвинён религиозными деятелями в биде, после этого в 1873 году власти отправили Абдельмаликова вместе с его другом и соратником Зайнуллой Расулевым в ссылку. В 1881 году вернулся, возобновил работу в открытом им медресе, принимал участие в движении, выступавшем за реформирование системы мусульманского образования в Российской империи. Был известен как целитель. Умер в 1914 году в той же деревне, где и родился. Похоронен там же.
Был другом и соратником Зайнуллы Расулева, они вместе учились и совместно совершили хадж.

## Память
В 2009 и 2017 годах в Хайбуллинском районе состоялся большой йыйын в память о Гатаулле Абдельмаликове.